# Родригес Креспо, Даниэль
Даниэ́ль Родри́гес Кре́спо (исп. Daniel «Dani» Rodríguez Crespo; род. 9 августа 2005, Астигаррага) — испанский футболист, вингер клуба «Барселона».

## Клубная карьера
Родригес — воспитанник клубов «Реал Сосьедад» и «Барселона». 16 сентября 2023 года в поединке против «Фуэнлабрада» игрок дебютировал за дублирующий состав последних в Первом дивизионе Испании.

## Международная карьера
В 2022 году в составе юношеской сборной Испании Родригес принял участие в юношеском чемпионате Европы в Израиле. На турнире он сыграл в матчах против команд Турции, Бельгии, Сербии, Португалии. В поединке против турок Дани забил гол.
В 2023 году в составе юношеской сборной Испании Родригес принял участие в юношеском чемпионате Европы на Мальте. На турнире он сыграл в матчах против команд Норвегии, Греции и Италии.
В 2024 году в составе юношеской сборной Испании Родригес принял участие в юношеском чемпионате Европы в Северной Ирландии. На турнире он сыграл в матчах против сборных Дании, Турции, Италии и дважды Франции. В поединке против французов Дани забил гол.

## Достижения
«Барселона»
- Чемпион Испании: 2024/25

Сборная Испании (до 19 лет)
- Победитель чемпионата Европы (до 19 лет): 2024